# Lost Chronicles of Zerzura
Lost Chronicles of Zerzura ist ein Adventure aus dem Hause Cranberry Production. Das Spiel wurde im Juli 2012 durch verschiedene Publisher für Windows-PCs veröffentlicht.

## Handlung
Im Jahr 1514 leben zwei Brüder in Barcelona: Ramon handelt mit ägyptischen Artefakten und forscht über die im Dunkeln liegenden Familiengeschichte. Feodor, der jüngere der beiden, lebt als etwas verquerer Erfinder größtenteils in seiner eigenen Welt. Das eher ruhige Leben der Brüder nimmt eine plötzliche Wendung, als Ramon der Geschichte ihrer Familie auf die Spur kommt und von der Inquisition verschleppt wird. Um seinen Bruder zu retten, folgt Feodor den Spuren der Entführer. Die Reise führt über Almeria, Malta und Tripolis bis zur sagenumwobenen Oase Zerzura, wo uraltes Grauen über mächtige Geheimnisse wacht und wo Feodor das Geheimnis seiner Herkunft enträtseln kann.

## Spielprinzip und Technik
Lost Chronicles of Zerzura ist ein 2,5D-Point-and-Click-Adventure. Aus Polygonen zusammengesetzte, dreidimensionale Figuren agieren vor handgezeichneten, teilanimierten Kulissen. Mit der Maus kann der Spieler seine Spielfigur durch die Örtlichkeiten bewegen und mit den Maustasten Aktionen einleiten, die den Spielcharakter mit seiner Umwelt interagieren lassen. Feodor kann so Gegenstände finden, sie auf die Umgebung oder andere Gegenstände anwenden und mit NPCs kommunizieren. Mit fortschreitendem Handlungsverlauf werden weitere Orte freigeschaltet. Die Kamera zeigt dabei das Geschehen aus einer frontalen Perspektive; verlässt der Spieler innerhalb eines Raumes das Sichtfeld, bewegt sich die Kamera in die jeweilige Richtung mit. Dialoge finden über kontextbezogene Auswahlmenüs statt. Die Musik stammt vom Hamburger Periscope Studio, in dem auch die Sprachaufnahmen entstanden. Das Spiel setzt den Kopierschutz Protect Disc ein. Die Spielzeit wurde mit etwa 12 bis 15 Stunden angesetzt.

## Produktionsnotizen
Für die Entwicklung des Spiels wurde die Havok Vision Game Engine verwendet, die bereits in den Cranberry-Titeln Black Mirror 2 (2009) und Black Mirror 3 (2011) zum Einsatz kam.
2014 wurde durch Viva Media, die schon die dingliche US-Version veröffentlicht hatten, eine Version von Lost Chronicles of Zerzura über die Vertriebsplattform Steam angeboten, die an moderne Betriebssysteme angepasst war.

### Synchronsprecher
- Feodor Morales – Louis Friedemann Thiele
- Inquisitor – Bernd Rumpf
- Jamila – Anja Stadlober
- Ramon – Norman Matt

## Rezeption
Aus 9 aggregierten Wertungen erzielt The Lost Chronicles of Zerzura auf Metacritic einen Score von 76.
Das deutschsprachige Fachmagazin Adventure-Treff stellte heraus, dass die grundlegende Konzeption, einen Erfinder als Protagonisten agieren zu lassen, eine brillante Idee für ein rätsellastiges Adventurespiel sei, da der Spieler so ständig mit Tüfteleien und Konstruktionen beschäftigt sei. Das aus dieser Prämisse resultierende Rätseldesign sei eine der großen Stärken des Spiels. Redakteur Michael Stein lobte weiterhin die visuelle Präsentation des Spiels, insbesondere die Szenenhintergründe und deren Animationen, sowie die deutsche Sprachausgabe. Kritisiert wurden teils hölzerne Animationen und eher einfach gehaltene Zwischensequenzen.